# Wissower Klinken

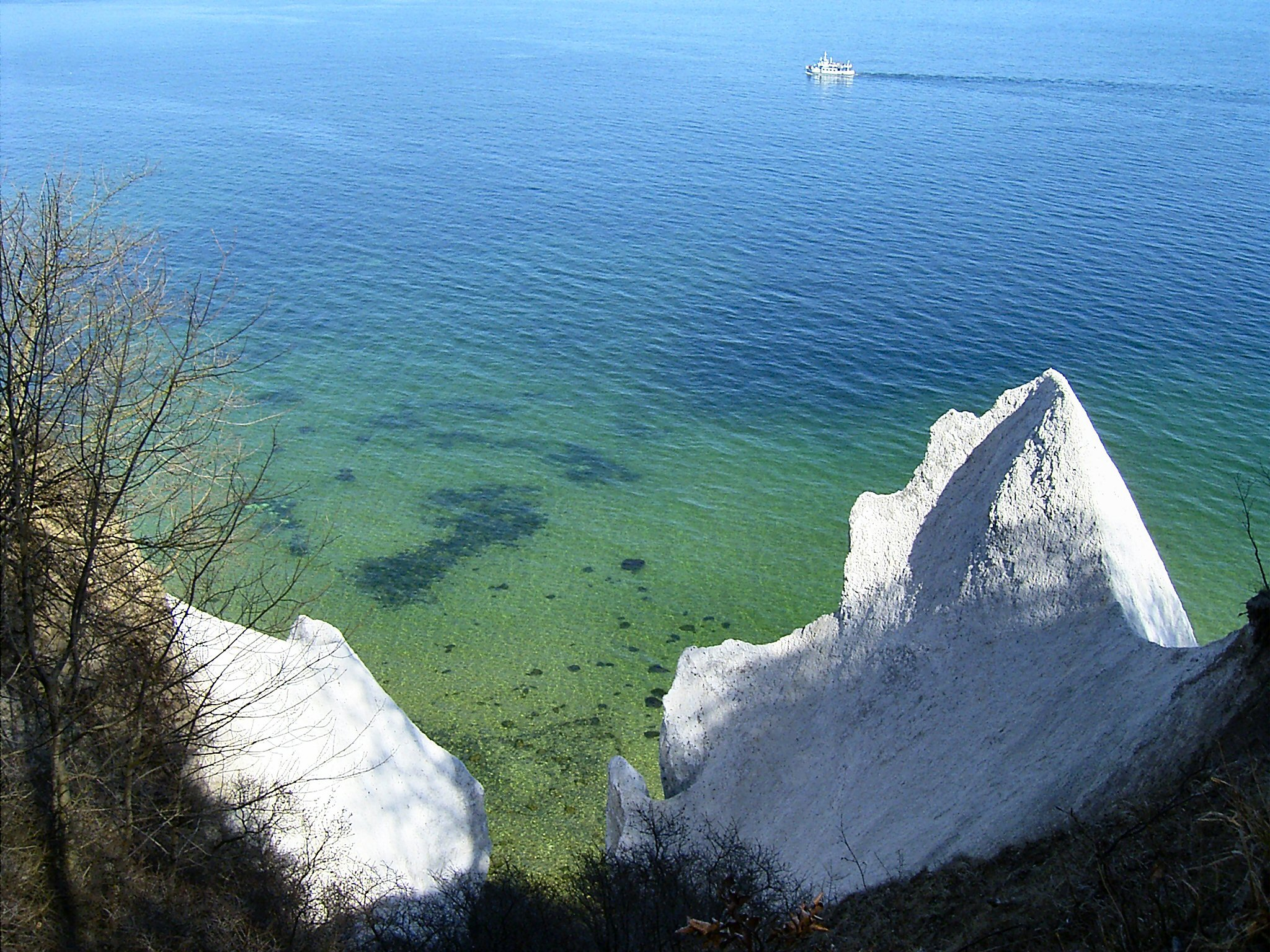
Wissower Klinken en abril de 2004.

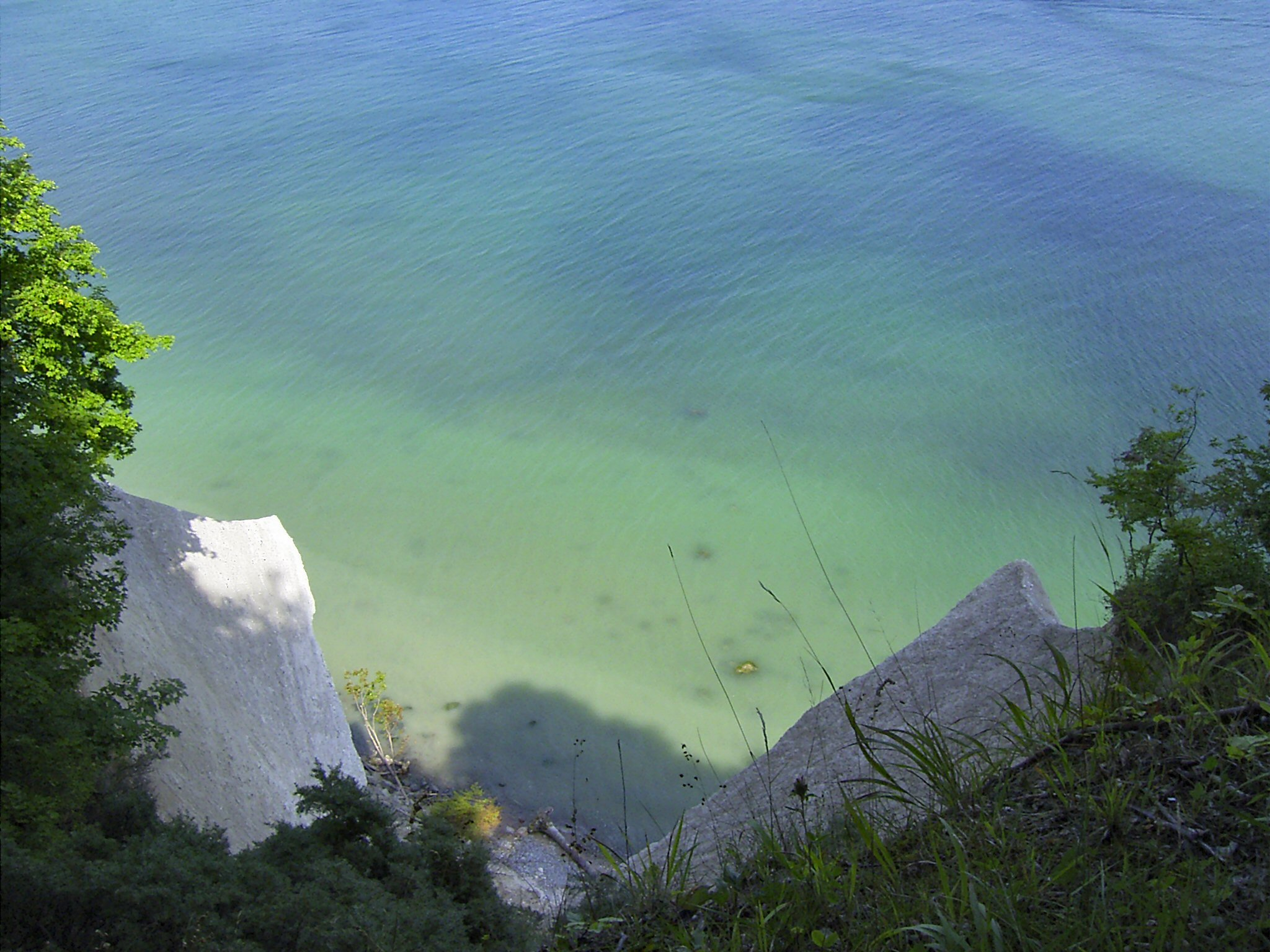
Wissower Klinken después del derrumbe.

Los Wissower Klinken eran una formación cretácica en el parque nacional de Jasmund en la isla de Rügen y desde hace mucho tiempo, una de las principales atracciones turísticas de la isla.
El 24 de febrero de 2005 las dos rocas de más de 20 metros de alto se derrumbaron en el mar. Cerca de 50.000 metros cúbicos de tiza cayeron al Mar Báltico dejando sólo unos pocos en la formación original. Se debió a las condiciones climáticas de fugaces deshielos.
Los Wissower Klinken resultaban un atractivo para los caminantes que llegaban, a través de los bosques de hayas de la península de Jasmund, a unos 2 km desde el Este de Sassnitz.
Tradicionalmente se ha considerado que sirvieron de modelo para la pintura de Caspar David Friedrich, Acantilados blancos en Rügen.

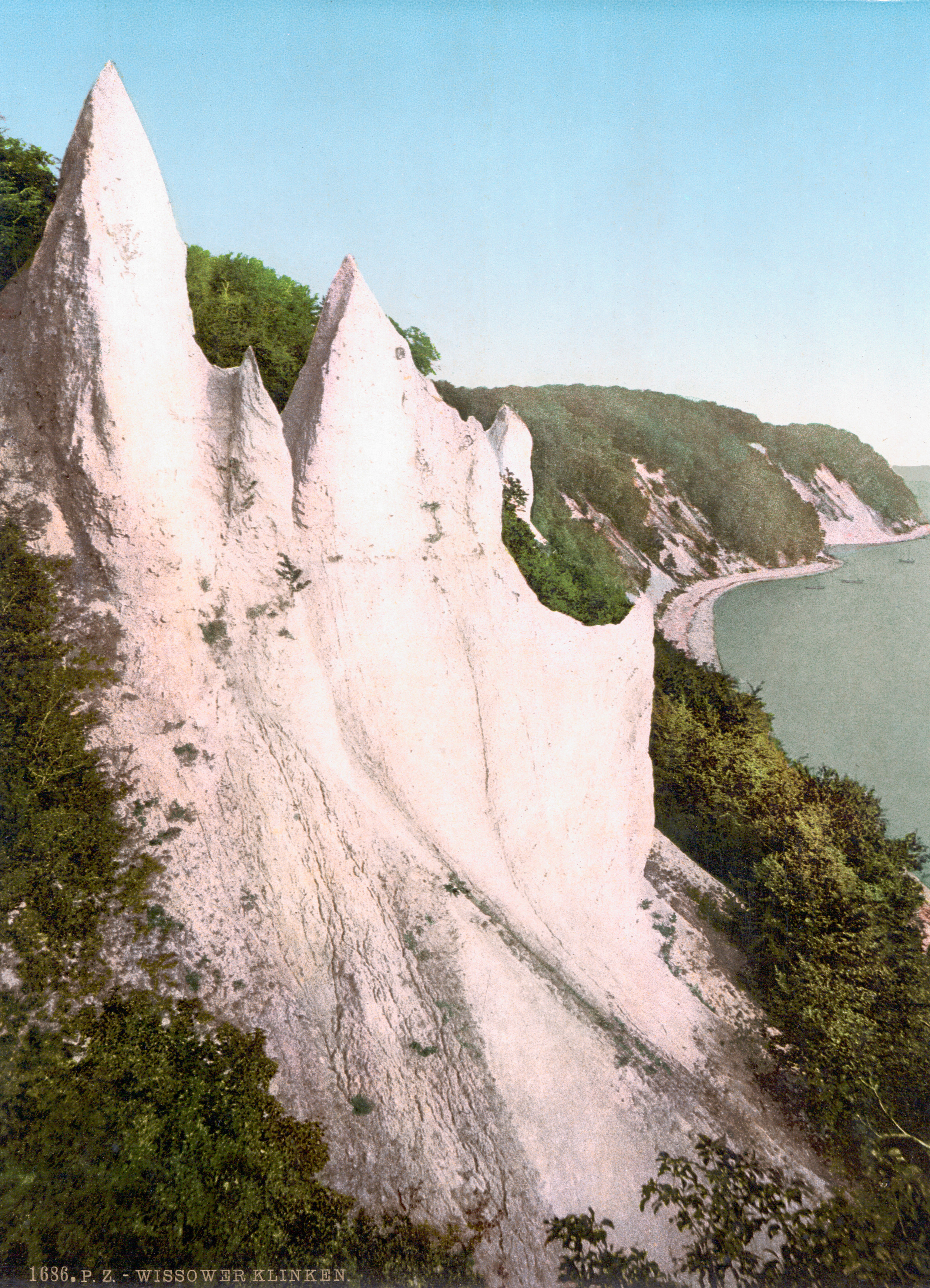
Wissower Klinken hacia 1900
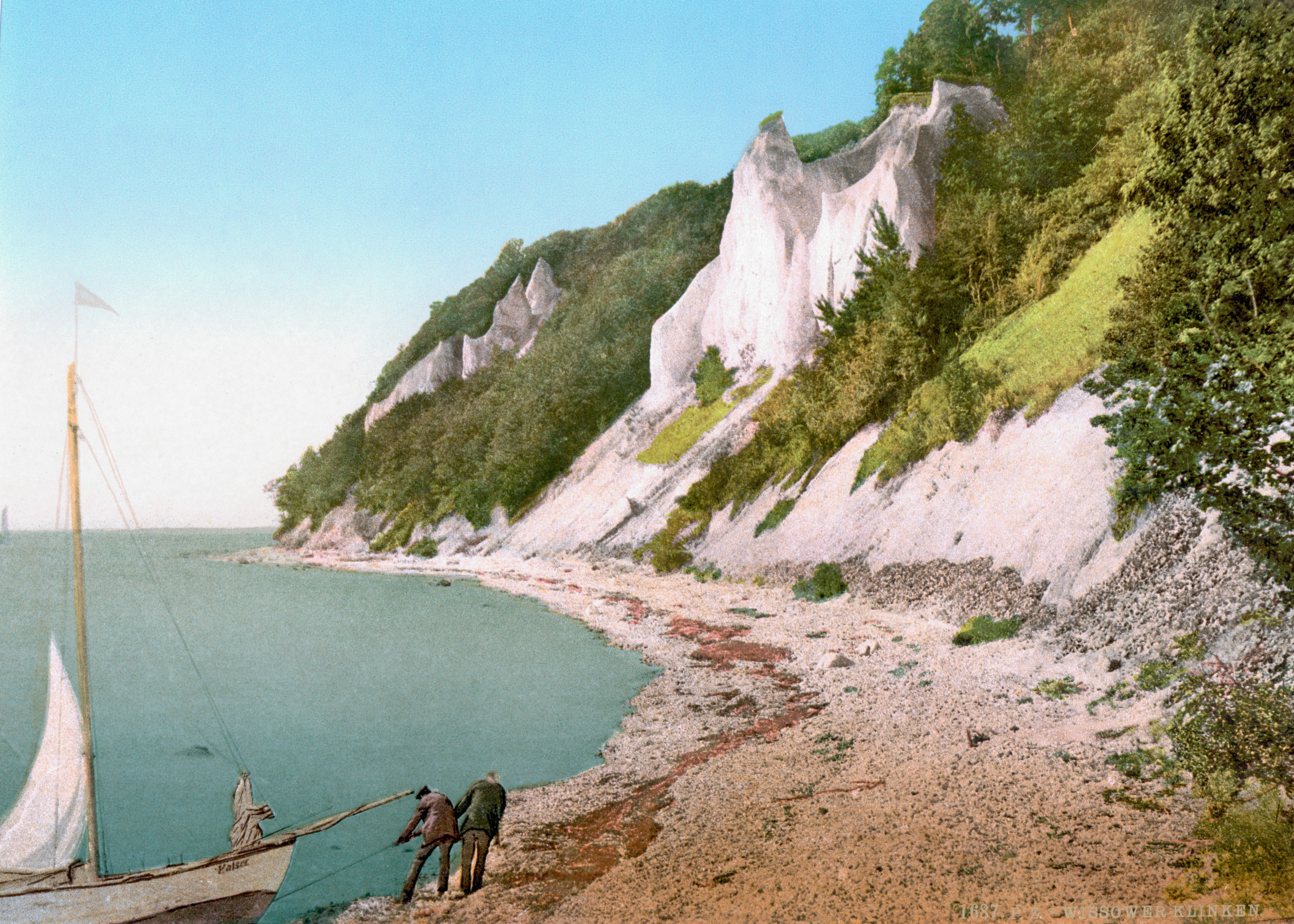
Wissower Klinken hacia 1900